# Zufallspunkt-Kinematogramm

Zufallspunkt-Kinematrogramm mit 50 % sich kohärent bewegenden Punkten.

Ein Zufallspunkt-Kinematrogramm (engl. Random-dot kinematogram, RDK) ist ein experimentelles Hilfsmittel in der Kognitionspsychologie zur Untersuchung der Bewegungswahrnehmung. Dabei werden in einer Bildsequenz zufällig angeordnete Punkte dargestellt. Zudem wird für jedes solches Kinematogramm eine Bewegungsrichtung und eine Schrittweite dieser Bewegung festgelegt, die für die gesamte Sequenz einheitlich ist. In jedem Einzelbild wird ein gewisse Menge von Punkten zufällig ausgewählt, deren Position sich im Folgebild in dieser Weise verändert. Dies sind die sogenannten „Signalpunkte“ (engl. signal dots). Die anderen Punkte, die „Rauschpunkte“ (engl. noise dots), werden dagegen im nächsten Einzelbild zufällig angeordnet.
Der Vorteil dieses Verfahrens ist, dass die Stärke des dargebotenen Reizes durch Veränderung des Signal-/Rauschverhältnisses, das als Kohärenz bezeichnet wird, verändert werden kann. Ein entscheidender Aspekt ist, dass die Bewegungsrichtung nicht durch der Verfolgung eines einzelnen bestimmten Punktes erkannt werden kann, sondern dass eine ganzheitliche Bewegungswahrnehmung erfolgen muss.